# Mistrzostwa Świata w Narciarstwie Alpejskim 1989
30. Mistrzostwa świata w narciarstwie alpejskim odbywały się od 29 stycznia do 12 lutego 1989 roku w Vail (USA). Były to czwarte mistrzostwa świata w historii rozgrywane w Stanach Zjednoczone, ale pierwsze odbywające się w tej miejscowości (poprzednio USA organizowały MŚ w latach: 1950, 1960, i 1980). W klasyfikacji medalowej zwyciężyła reprezentacja Szwajcarii, która zdobyła też najwięcej medali – 11, w tym 3 złote, 5 srebrnych i 3 brązowe.

## Wyniki

### Mężczyźni
| Konkurencja             | Data      | Złoto             | Wynik   | Srebro            | Wynik   | Brąz              | Wynik   |
| Kombinacja szczegóły    | 3 lutego  | Marc Girardelli   | 4,72    | Paul Accola       | 16,26   | Günther Mader     | 31,49   |
| Zjazd szczegóły         | 6 lutego  | Hansjörg Tauscher | 2:10,39 | Peter Müller      | 2:10,58 | Karl Alpiger      | 2:10,67 |
| Supergigant szczegóły   | 8 lutego  | Martin Hangl      | 1:38,81 | Pirmin Zurbriggen | 1:39,09 | Tomaž Čižman      | 1:39,18 |
| Slalom gigant szczegóły | 9 lutego  | Rudolf Nierlich   | 2:37,66 | Helmut Mayer      | 2:39,28 | Pirmin Zurbriggen | 2:39,38 |
| Slalom szczegóły        | 10 lutego | Rudolf Nierlich   | 2:02,85 | Armin Bittner     | 2:03,29 | Marc Girardelli   | 2:03,65 |

### Kobiety
| Konkurencja             | Data      | Złoto           | Wynik   | Srebro          | Wynik   | Brąz            | Wynik   |
| Kombinacja szczegóły    | 2 lutego  | Tamara McKinney | 5,65    | Vreni Schneider | 26,63   | Brigitte Oertli | 32,88   |
| Zjazd szczegóły         | 5 lutego  | Maria Walliser  | 1:46,50 | Karen Percy     | 1:48,00 | Karin Dedler    | 1:48,01 |
| Slalom szczegóły        | 7 lutego  | Mateja Svet     | 1:30,88 | Vreni Schneider | 1:31,49 | Tamara McKinney | 1:31,66 |
| Supergigant szczegóły   | 8 lutego  | Ulrike Maier    | 1:19,46 | Sigrid Wolf     | 1:19,49 | Michaela Gerg   | 1:19,50 |
| Slalom gigant szczegóły | 11 lutego | Vreni Schneider | 2:29,37 | Carole Merle    | 2:30,50 | Mateja Svet     | 2:31,92 |

## Tabela medalowa
| Lp. | Państwo           | złoto | srebro | brąz | razem |
| --- | ----------------- | ----- | ------ | ---- | ----- |
| 1   | Szwajcaria        | 3     | 5      | 3    | 11    |
| 2   | Austria           | 3     | 2      | 1    | 6     |
| 3   | RFN               | 1     | 1      | 2    | 4     |
| 4   | Jugosławia        | 1     | –      | 2    | 3     |
| 5   | Luksemburg        | 1     | –      | 1    | 2     |
| 5   | Stany Zjednoczone | 1     | –      | 1    | 2     |
| 7   | Francja           | –     | 1      | –    | 1     |
| 7   | Kanada            | –     | 1      | –    | 1     |